# Aurad
Aurad là một thị xã panchayat của quận Bidar thuộc bang Karnataka, Ấn Độ.

## Địa lý
Aurad có vị trí 18°15′B 77°26′Đ / 18,25°B 77,43°Đ Nó có độ cao trung bình là 542 mét (1778 foot).

## Nhân khẩu
Theo điều tra dân số năm 2001 của Ấn Độ, Aurad có dân số 16.189 người. Phái nam chiếm 52% tổng số dân và phái nữ chiếm 48%. Aurad có tỷ lệ 56% biết đọc biết viết, thấp hơn tỷ lệ trung bình toàn quốc là 59,5%: tỷ lệ cho phái nam là 65%, và tỷ lệ cho phái nữ là 46%. Tại Aurad, 17% dân số nhỏ hơn 6 tuổi.